# Ferrocarril del Lejano Oriente

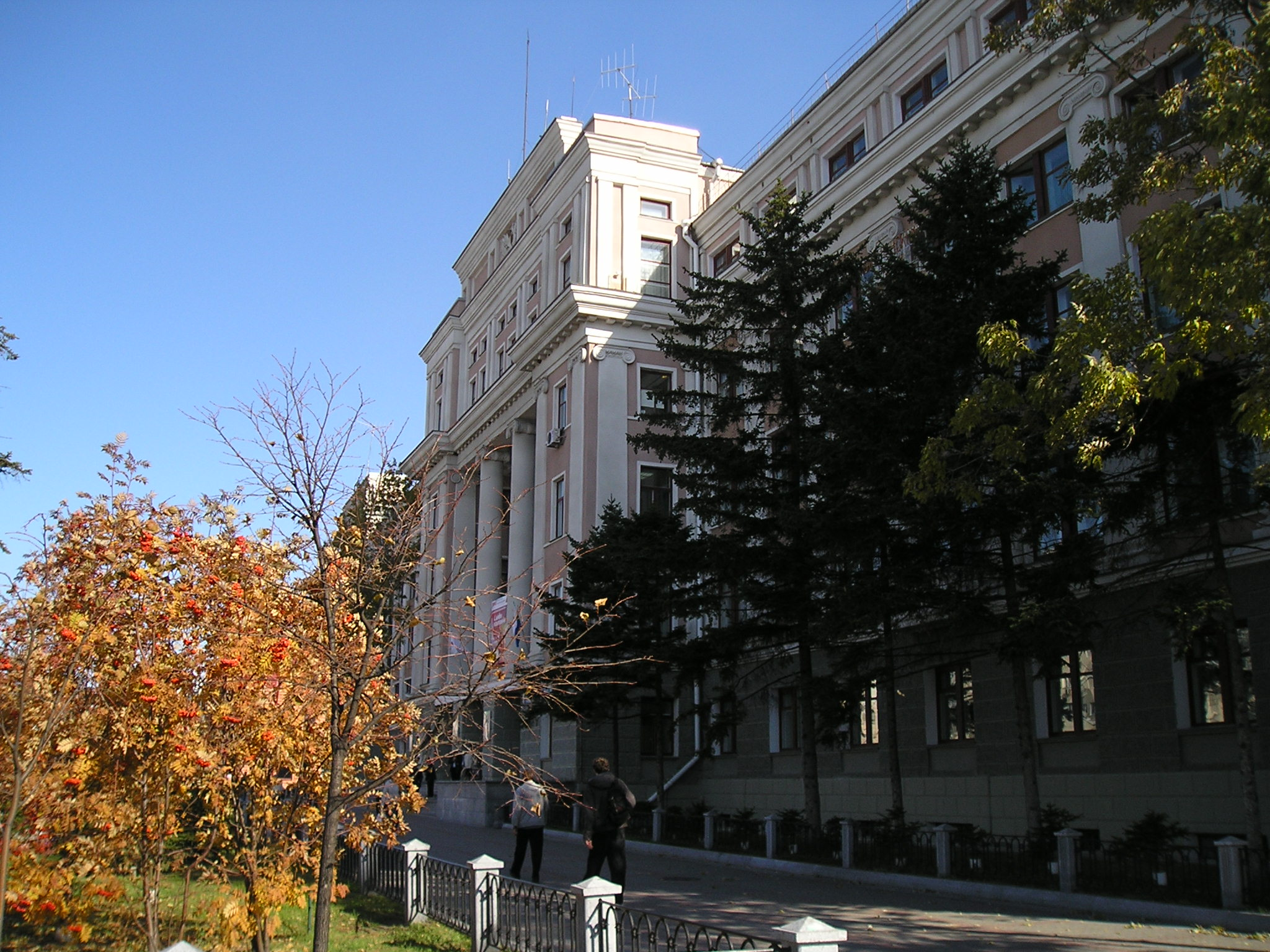
Sede central en Jabárovsk

El Ferrocarril del Lejano Oriente (en ruso: Дальневосточная железная дорога) es un ferrocarril en Rusia que atraviesa el krai de Primorie, el krai de Jabárovsk, el óblast de Amur, óblast autónomo judío y Yakutia, además de ser una rama de la empresa Ferrocarriles Rusos. Asimismo, también da servicio a las zonas del óblast de Magadán, óblast de Sajalín, óblast de Kamchatka y Chukotka. La sede central del ferrocarril del Lejano Oriente se encuentra en Jabárovsk.
El ferrocarril limita con el Transbaikal en la estación de Arjara y el ferrocarril Baikal-Amur en las estaciones de Izvestkovaya y Komsomolsk del Amur. Hay 365 estaciones de tren a lo largo del ferrocarril del Lejano Oriente y de dos pasos fronterizos: Grodekovo (frontera rusa-china) y Jasán (frontera entre Rusia y Corea del Norte). A su vez, el ferrocarril se compone de cuatro divisiones: la División Ferroviaria de Jabárovsk, la División Ferroviaria de Vladivostok, la División Ferroviaria de Komsomolskoye y la División Ferroviaria de Tynda. Los principales puntos de partida y de llegada de carga son la estación de Jabárovsk-2, Izvestkovaya, Birobidzhan, Volochayevka-2, Komsomolsk del Amur, Sovetskaya Gavan, Sibirtsevo, Ussuriisk, Baranovski, Uglovaya, Vladivostok, Najodka, Vostochnaya Najodka y Vanino.

## Historia

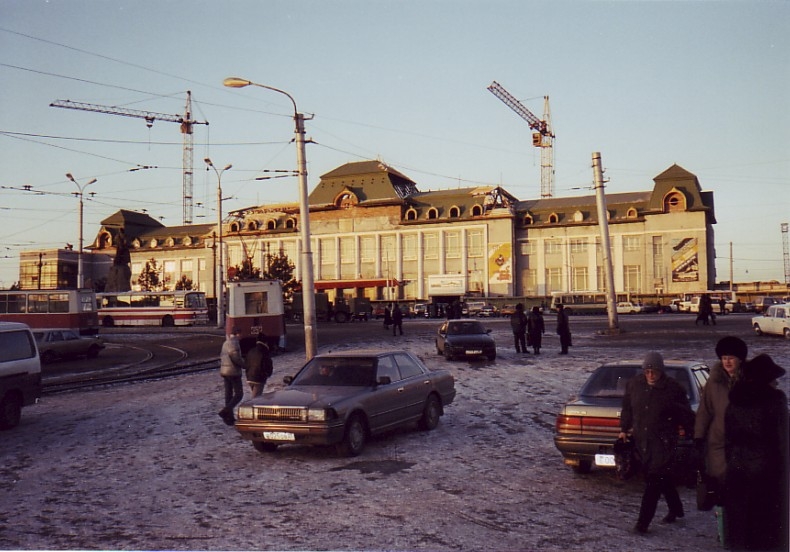
Estación de tren de Jabárovsk.

La construcción del ferrocarril del Lejano Oriente comenzó en mayo de 1891 debido al desarrollo económico del Lejano Oriente de Rusia. En 1895, abrieron en servicio regular trenes entre Vladivostok e Iman (hoy estación de tren Dalnerechenskaya). En 1897, se encargó la línea de Jabárovsk-Vladivostok. El tráfico de tren directo desde la estación de ferrocarril de Arjara a Vladivostok se puso en marcha en 1916 con la puesta en servicio del puente del ferrocarril sobre el río Amur cerca de Jabárovsk. Más de 5.000 obreros estaban empleados en la ferrocarril del Lejano Oriente en 1900.

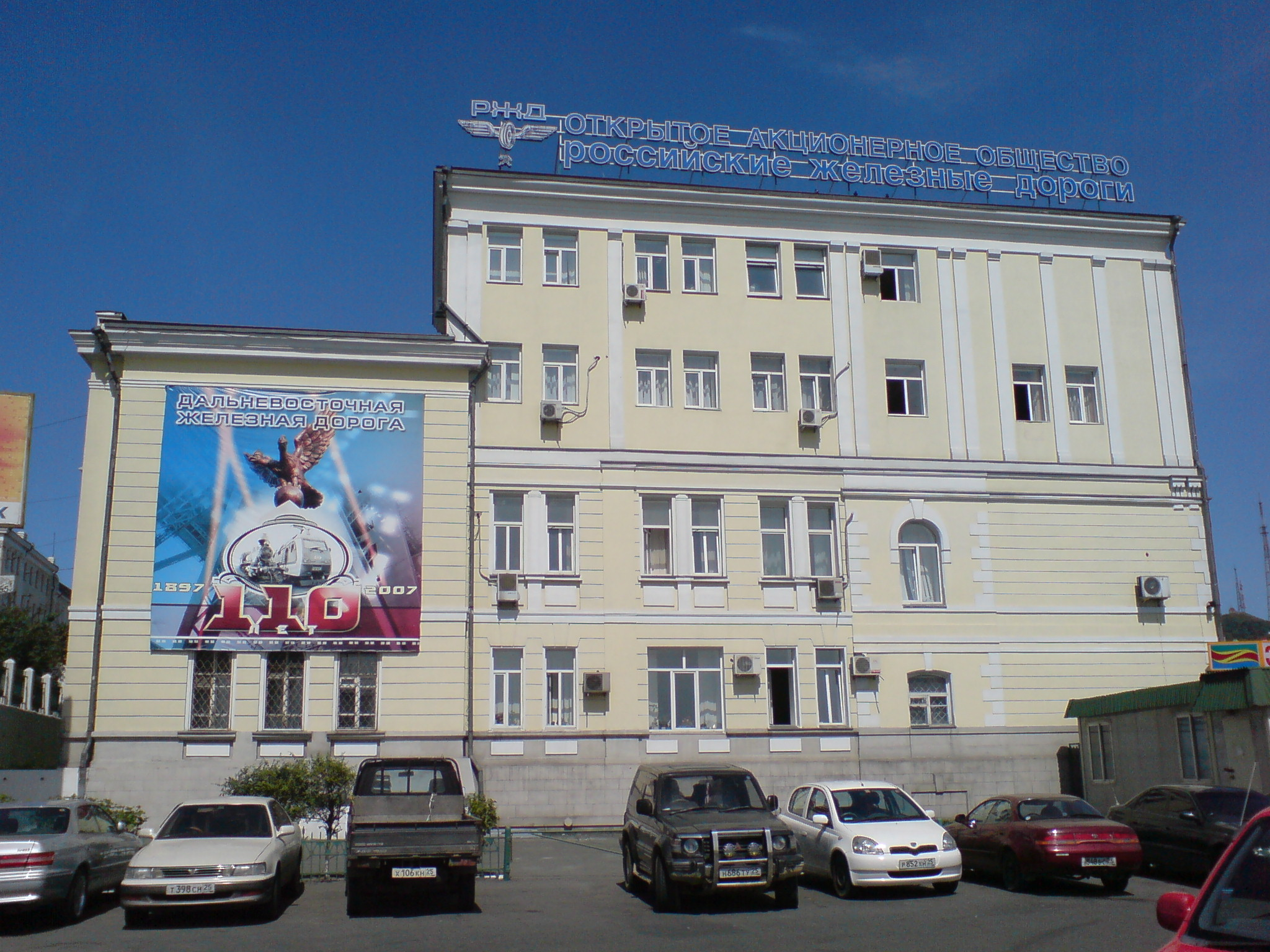
Sede de la división de Vladivostok del ferrocarril del Lejano Oriente.

Durante la Guerra Civil Rusa y la intervención militar extranjera los empleados del ferrocarril del Lejano Oriente tenían que reconstruir puentes destruidos y caminos dañados, así como asegurar un tráfico estable de cargas urgentes. La restauración de la línea ferroviaria comenzó en el invierno de 1924-1925 con la reconstrucción del puente de Jabárovsk, debido a la importancia de reanudar el tráfico a través del ferrocarril Transiberiano. En 1929, se construyó la línea Nadezhdinskaya-Tavrichanka para cubrir las necesidades del krai de Primorie (para el servicio de las regiones agrícolas cercanas al Lago Janka, en particular). En 1931, se terminó la construcción de la línea Sibirtsevo-Turiy Rog. En 1935-1936, se reconstruyó la línea Uglovaya-Partizansk debido a la creciente extracción de carbón de coque de los yacimientos de Suchansky. En 1940, se encargó la línea Volochayevka-Komsomolsk del Amur y la línea Sibirtsevo-Varfolomeyevka. En 1941, se terminó la construcción de la línea Birobidzhan-Leninsk y la sección Partizansk-Najodka y se puso en marcha las de Smolyaninovo-Dunai, Partizansk-Sergeyevka y Baranovsky-Gvozdevo. En 1940, se terminó la construcción de la estación principal del este, Jabárovsk-2 con una playa de maniobras totalmente mecanizada.
Con el estallido de la Gran Guerra Patria, el ferrocarril del Lejano Oriente ya contaba con una infraestructura bien desarrollada. Se puso en pie de guerra en un período muy corto de tiempo y comenzó a suministrar el frente oriental con equipos militares, municiones y provisiones. La junta directiva proporcionó ferrocarriles de primera línea con el personal, material rodante, repuestos y materiales. Asimismo, el ferrocarril del Lejano Oriente jugó un importante papel en ayudar al ejército soviético en la derrota del ejército imperial japonés y aprovechar el sur de Sajalín y las islas Kuriles.
En 1947, la línea de Komsomolsk del Amur-Sovetskaya Gavan fue encargado, proporcionando el segundo (después del ferrocarril Transiberiano) acceso ferroviario al océano Pacífico y acortando la distancia en 1000 km para el transporte marítimo al óblast de Sajalín, Kamchatka y Magadán. Debido a la falta de un puente que cruzase el río Amur cerca de Komsomolsk del Amur, los vagones cruzaron el río en un tren ferry en verano y con plataformas de trenes especiales durante el invierno.
En 1963, la vía estrecha del ferrocarril del sur de Sajalín se incorporó al ferrocarril del Lejano Oriente. En 1973, un transbordador de tren marino entre Vanino y Jolmsk comenzó a operar y a mejorar el servicio de transporte en Sajalín. En 1975 se encargó un único ferrocarril que cruzase el río Amur cerca de Komsomolsk del Amur, proporcionando un continuo servicio ferroviario durante todo el año entre Volochayevka y Sovetskaya Gavan. También se abrieron nuevos patios de maniobras como Toki, Komsomolsk-Sortirovochniy o Najodka Vostochnaya.